# Howard Staunton
Howard Staunton (1810-1874) fue un ajedrecista inglés que logró ser campeón del mundo no oficial de 1843 a 1851. También fue columnista y escritor de ajedrez, además de estudioso de Shakespeare. Es recordado por el modelo de piezas de ajedrez que llevan su nombre, las Piezas Staunton.

## Biografía
Howard Staunton nació en abril de 1810, en Westmoreland, Inglaterra, siendo incierta la fecha exacta por la falta de investigación, era hijo natural de Frederick Howard, quinto conde de Carlisle. Tuvo una infancia miserable y de baja instrucción, a pesar de ello el joven Howard era inteligente y ambicioso, muy aficionado al teatro, sobre todo a las obras de Shakespeare, afición que heredó de su padre adoptivo, que, según contaba, actuó en una famosa compañía de la época haciendo de Lorenzo en la obra «El mercader de Venecia».

### Juventud
En 1836 se traslada a vivir a Londres, y se dedicó a vivir del ajedrez y de la literatura, con posiblemente 26 años, cuando Staunton comienza a tomarse en serio su afición por el ajedrez, y en 1838 se inscribe en el Old Westminster Chess Club. En 1840 vence a Popert en una partida y de marzo a diciembre escribe una columna de ajedrez en el New Court Gazette.

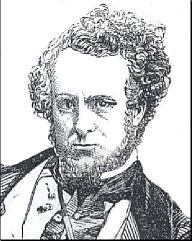
Howard Staunton

En 1843 pierde en Londres un match contra Saint-Amant, considerado el mejor jugador francés de la época, con un marcador de -2 =1 +3. En noviembre, Staunton viaja a París y vence ahora (+11 =4 -6), ganando un premio de 100 libras. Fue el primer match donde se utilizaron asistentes (Wilson, William Davies Evans y Worrell) y donde se inventó la apertura inglesa (1.c4). Su juego era rápido, sólido y agresivo, que contrastaba con su imagen de hombre tranquilo. Él fue el primer gran especialista del juego cerrado, preservando sus piezas tras sus líneas. Usó sistemáticamente la apertura inglesa, lo que fue un revolucionario cambio del fianchetto y del juego desde las esquinas. En 1844, Staunton viaja a París para jugar otro nuevo match con Saint-Amant, pero debe volver a Inglaterra al contraer una grave neumonía. En los años siguientes se impone en varios encuentros a Tuckett, Horwitz y Harrwitz y es derrotado por Von der Lasa.
En 1851, organiza el primer Torneo Internacional de Ajedrez con 16 jugadores durante la Gran Exposición de Arte e Industria. El torneo fue ganado por Adolf Anderssen, quien venció a Staunton en la tercera ronda por marcador de 4 a 1. En 1858 fue retado por Paul Morphy, pero Staunton evita jugar alegando que trabajaba en la publicación de sus obras sobre Shakespeare. En 1860 publica un libro de ajedrez con algunas partidas dedicadas a Paul Morphy.

## Piezas Staunton

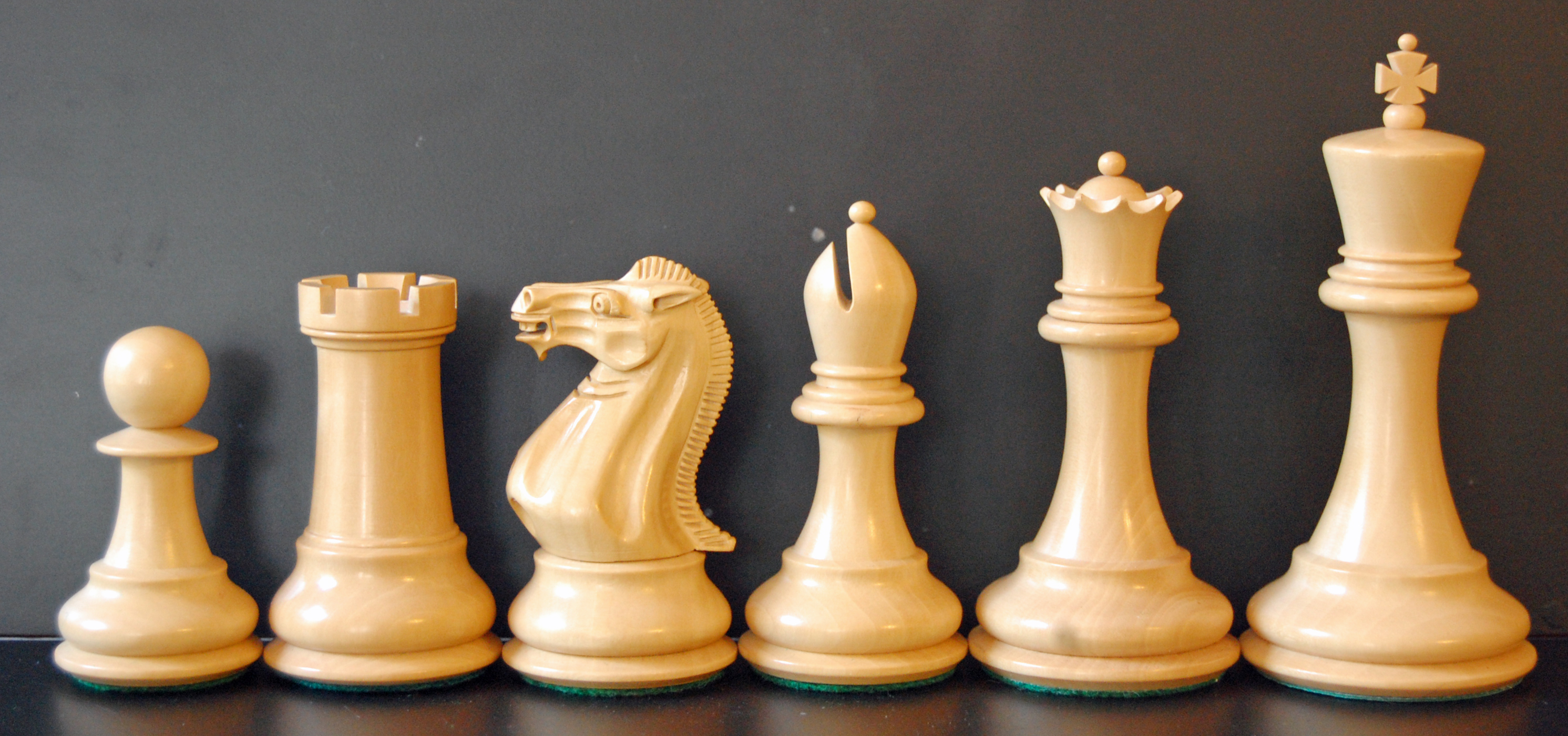
Piezas modelo Staunt
on, set de blancas para la muestra.

También es reconocido por el diseño específico de piezas de ajedrez, que desarrollaron Nathaniel Cooke junto con John Jaques en 1849: el modelo Staunton y que se puede ver a la derecha. Actualmente la casa Jaques London es la única autorizada para fabricar y vender las piezas Staunton originales, autentificadas con su firma en cada caja, sin embargo el diseño es uno de los más utilizados en piezas de todo tipo y material.

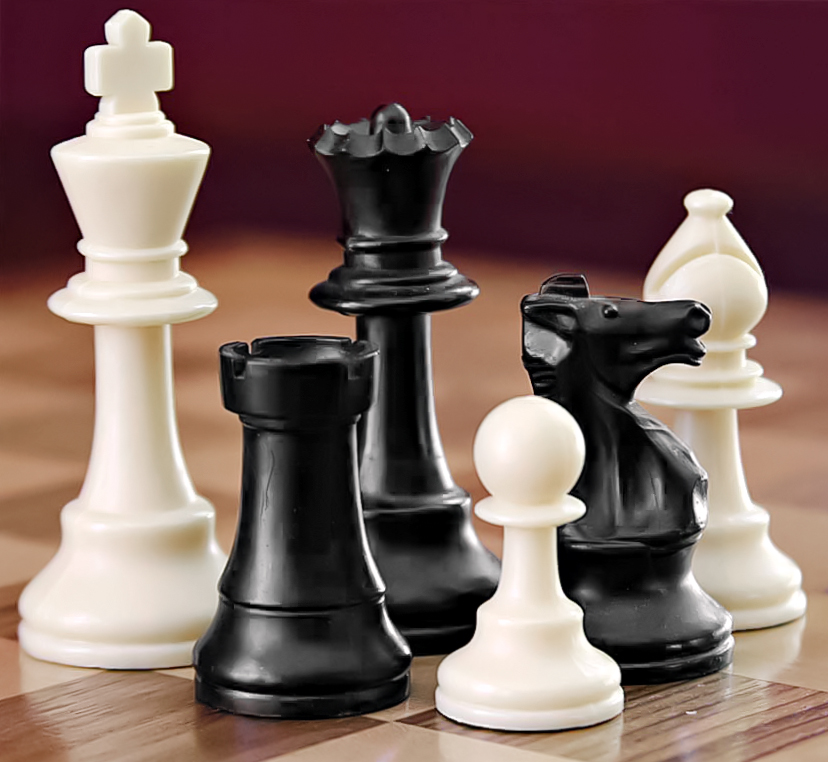
Piezas de ajedrez modelo Staunton: rey blanco, torre y dama negras, peón blanco, caballo negro y alfil blanco.

.

## Obras publicadas
Staunton fue un fiel escritor del ajedrez, escribiendo libros para principiantes como también análisis de diversos juegos.

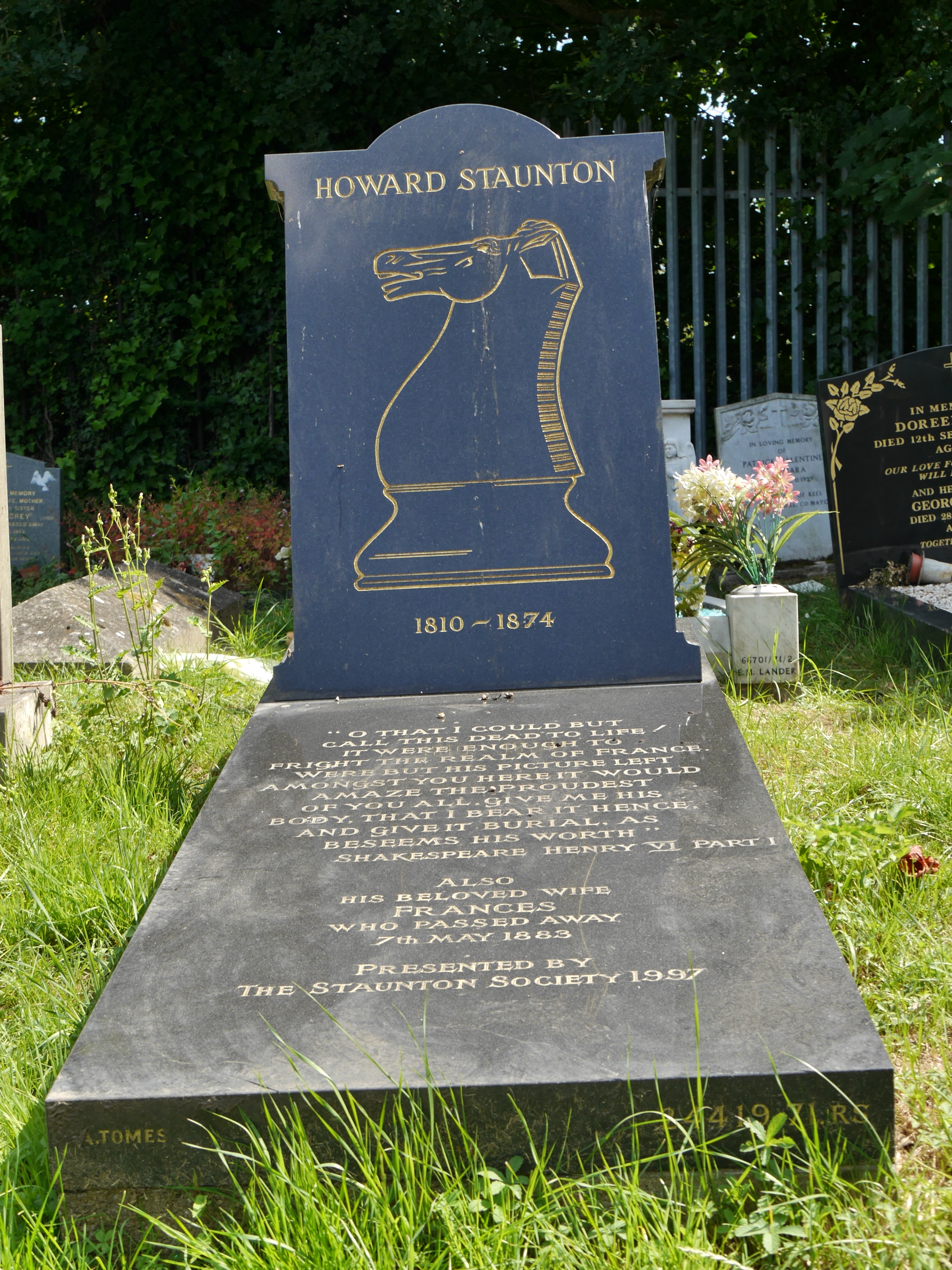
Epitafio y tumba de Howard Staunton, en el cementerio inglés Kensal Green Cemetery.

- Shakespeare, William (1858-1860). Plays. edited by Howard Staunton.
- Howard Staunton (1847), The chess-players handbook , Londres, George Bell & sons Ed., sin ISBN. Es una introducción científica y popular acerca del juego del ajedrez. Ejemplificado en juegos realizados por los mejores maestros de la época, con diversos diagramas ilustrados de varias posiciones destacadas.
- 1849 - The Chess-Player's Companion, Londres, George Bell & sons Ed., sin ISBN.
- 1849 - Chess Player's Text Book, Londres, George Bell & sons Ed., sin ISBN.
- 1852  - The Chess Tournament - London 1851, Londres, George Bell & sons Ed., sin ISBN.
- 1860 - Chess Praxis, Londres, George Bell & sons Ed., sin ISBN.
- 1876 - Chess: Theory and Practice, Londres, George Bell & sons Ed., sin ISBN.

## Fallecimiento
El 22 de junio de 1874, mientras trabajaba en un nuevo libro de ajedrez, sufre un ataque al corazón y muere a los 64 años. El libro fue publicado dos años después con el título "Chess: Theory and Practice". 